# RT en Español
RT en español — российский информационный телеканал, ведущий круглосуточное вещание на испанском языке, часть телевизионной сети RT.

## История
15 июня 2006 года — газета Financial Times сообщила, что АНО «ТВ-Новости» «прорабатывает планы по созданию канала на испанском языке».
21 апреля 2007 года — заместитель руководителя Федерального агентства РФ по печати и массовым коммуникациям Андрей Романченко заявил, что информационный канал на испанском языке начнет работать уже в 2007 году.
28 декабря 2009 года — начало вещания телеканала.
2 декабря 2010 года — RT на испанском языке запустил круглосуточное вещание в цифровом пакете крупнейшей кабельной сети Испании — ONO.

Мы совершенно уверены, что телеканал будет востребован. Потому что и интерес к России большой, и интерес вообще к другому, альтернативному телевидению, тоже очень большой. Мы это видим на примере и арабской, и английской нашей версии.— Главный редактор RT Маргарита Симоньян
10 октября 2014 года была запущена эфирная версия телеканала на испанском в Аргентине.
Новостные блоки RT Actualidad транслируют на государственном телеканале Венесуэлы VTV, на телеканалах Эквадора Ciudadano TV, Telesucesos Canal 29 и других. 9 июня 2015 года RT был внесён в список эфирных каналов Эквадора. 15 сентября 2015 года сотрудники RT запустили вещание на государственной спутниковой платформе Боливии.
В июне 2018 года RT en Español вместе с RT Arabic вошёл в состав официальных вещателей внутренней информационной сети штаб-квартиры ООН в Нью-Йорке.
27 февраля 2022 года по распоряжению властей ЕС вещание телеканала было запрещено в Испании.

## Программы
Программная сетка телеканала составлена с учетом временной разницы с регионами вещания — все новостные выпуски выходят в утренний или вечерний прайм-тайм в Нью-Йорке, Майами, Лос-Анджелесе, Мехико, Буэнос-Айресе и Мадриде.
- Noticias — основной новостной выпуск. Выходит в 1, 3, 5, 7, 14, 15, 17, 18, 19, 21 и 23 часа по московскому времени.
- Deportes en Reportes — спортивный дайджест.
- Entrevista — интервью с известными людьми.
- Especial — специальные репортажи и журналистские расследования.
- La Lista de Erick — приключения Эрика Фонсеки в России.
- Detrás de la Noticia — авторская программа адвоката и автора известных политических расследований Эвы Голинджер.

## Статистика
На 19 января 2017 года количество просмотров видеозаписей на странице в YouTube у RT en Español достигло 571 миллион.

## Награды
- 28 июня 2017 года корреспондент RT en Español Ортега Саноха получила Национальную премию в области журналистики имени Симона Боливара в категории «Телевизионная журналистика» за сюжеты об акциях протеста в Венесуэле[11].
- 26 марта 2014 года RT en Español получил высшую награду Клуба журналистов Мексики в номинации «Лучший канал телевидения, информационная система и мультимедийная платформа»[12]. 31 марта 2017 года RT en Español получил четыре награды Клуба журналистов Мексики: за развитие контента в традиционных сетях и СМИ, в номинации «Финансовый анализ» за программу «Keiser Report», за интервью журналиста Джона Пилджера с основателем WikiLeaks Джулианом Ассанжем и отдельное признание за работу в области свободы слова[13]. 10 июня 2019 года RT en Español получил высшую награду Клуба журналистов Мексики «За рост в области мультимедиа и разнообразие контента высокой социальной значимости». Также премии удостоен авторский видеоблог мексиканского журналиста и политолога Джона Акермана на сайте RT[14].